# Плонски окръг
Плонски окръг (на полски: Powiat płoński) е окръг в Централна Полша, Мазовско войводство. Заема площ от 1379,79 км2. Административен център е град Плонск.

## География
Окръгът се намира в историческата област Мазовия. Разположен е в северозападната част на войводството.

## Население
Населението на окръга възлиза на 89 025 души (2013 г.). Гъстотата е 65 души/км2.

## Административно деление
Административно окръгът е разделен на 12 общини.
Градски общини:
- Плонск
- Рачьонж

Селски общини:
- Община Бабошево
- Община Джежонжня
- Община Залуски
- Община Йонец
- Община Нарушево
- Община Нове Място
- Община Плонск
- Община Рачьонж
- Община Сохочин
- Община Червинск над Висла

## Галерия
- Плонск
- Рачьонж